# Скопас II
Скопас II (грец. Σκόπας; д/н — бл. 520 до н. е.) — 3-й тагос (верховний вождь) Фессалійського союзу.

## Життєпис
Походив з роду Скопадів. Онук Скопаса I, тагоса Фессалії. Син Креона і Ехекратії, донька Ехекратида I, правителя Лариси (й водночас онука Алева I).
Про його діяльність обмаль відомостей. Оскільки батько рано помер, то після діда Скопаса I наслідував владу в Кранноні, а згодом став тагосом Фессалії. Проте не уславився значними політичними здобутками. Тому невдовзі поступився титулом тагосу небожеві Антіоху.
Більше відомий був бенкетами та своїм пияцтвом. При його дворі тривалий час мешкав відомий поет Сімонід. За легендою, один зі Скопас II відзначив, що в пісні, що уславляє його перемогу в кулачному бої, поет приділив занадто багато місця вихвалянню Діоскурів і наказав йому звернутися за платою до них. Але саме тому Діоскури нібито чудесним образом врятували Сімоніда, викликавши його з бенкетної зали, стеля якої негайно по тому поховала Скопадів. Ця катастрофа відбулася в дійсності, і Сімонід описав її в одному зі своїх тренів. Вважається, що саме тоді загинув Скопас II. Разом з тим відомо про епінікій, який Сінонід склав для Скопаса II.
В результаті трагедії влада Ехекратидів і Скопадів в Фессалії на деякий час послабла. Владу тагоса отримав Кінеад.